# Odporność zbiorowiskowa
Odporność zbiorowiskowa, odporność zbiorowa, odporność populacyjna, odporność środowiskowa, odporność grupowa, odporność stadna (kalka z ang. herd immunity) – forma pośredniej ochrony przed chorobami zakaźnymi, która występuje, gdy znaczna część danej zbiorowości (populacji, grupy) stała się odporna na infekcję, zapewniając tym samym ochronę osób niechronionych (czyli niezaszczepionych lub takich, u których szczepionka nie działa). 
W środowisku, w którym wiele osób jest odpornych, łańcuchy zakażeń prawdopodobnie zostaną przerwane, co zatrzyma lub opóźni rozprzestrzenianie się choroby. Im większa jest proporcja odpornych osób w społeczności, tym mniejsze prawdopodobieństwo, że ci nieodporni wejdą w kontakt z osobą zakażoną.